# Scutopus ventrolineatus
Scutopus ventrolineatus es una especie de molusco caudofoveado de la familia Limifossoridae. Es de forma alargada enrollada en espiral y puede alcanzar una longitud de 20 mm. Se distribuye por el océano Atlántico y el mar Mediterráneo, encontrándose en fondos fangosos del sublitoral a partir de los 100 m de profundidad.